# Pseudogonatodes lunulatus
Pseudogonatodes lunulatus — вид геконоподібних ящірок родини Sphaerodactylidae. Ендемік Венесуели.

## Поширення і екологія
Pseudogonatodes lunulatus мешкають в горах регіону Лара-Фалькон на півночі Венесуели, а також на північних схилах гір Кордильєра-де-Мерида і Прибережного хребта. Вони живуть у вологих і сухих тропічних лісах, на висоті до 400 м над рівнем моря. Живляться дрібними безхребетними.